# Heavy Trash
Heavy Trash è una band rockabilly newyorkese formata da Jon Spencer dei Jon Spencer Blues Explosion e Matt Verta-Ray (già leader degli Speedball Baby). 
Lo stile della band attinge da un eclettico mix di generi, dal blues all'alternative country, dall'americana al garage punk. 
Sono stati anche in tour con i The Sadies, sotto il nome di Heavy Trash and The Sadies.

## Discografia
- Heavy Trash – 2005
- Going Way Out with Heavy Trash – 2007
- Midnight Soul Serenade – 2009